# 어만두
어만두(魚饅頭)는 만두의 일종으로 한국의 궁중 음식이다. 일반 만두처럼 고기와 채소 등의 소를 넣으며, 생선의 살을 얇게 떤 것을 쪄서 일종의 만두피로 삼는다는 점이 다르다. 생선포의 살이 부스러지지 않게 최대한 얇게 떠야 하므로, 손이 많이 가고 만들기 까다로운 요리로 인식된다.

## 상세

### 역사
만두가 한반도에 전래된 이래 여러 가지 재료와 다양한 조리법의 만두 요리가 생겼는데, 그 중 하나인 어만두는 서울 지역의 반가음식으로, 수라상에 오르기도 했다. 16세기 조리서인 《음식디미방》에는 어만두와 숭어만두에 대한 조리법이 실려 있다. 어만두를 두고는 "고기(생선)를 아주 얇게 저미고, 소는 석이, 표고, 송이버섯과 꿩고기, 백자 등을 한 곳에 넣고 짓두드려 간장기름에 볶아 그 고기에 넣는다. 녹두가루를 만들어 살짝 묻혀 만두같이 삶아서 쓴다"라고 기록되어 있다.
어만두 중에는 준치만두도 있는데 예로부터 오월 단오날의 절기음식으로 꼽히며, 준치의 맛이 가장 좋은 때라 하여 많이 사용된다. 준치는 잔가시가 많은 생선이기에 찜통에 넣어 찐 후 가시가 없도록 살을 발라 다져서 만들었다.

### 조리법
주재료로 민어, 광어, 병어 등 흰살 생선을 사용한다. 생선을 얇게 저미고 소금을 뿌린 뒤 고르게 편다. 오이는 채쳐서 소금에 절이고, 다진 쇠고기와 표고버섯을 섞어 양념을 한다. 생선살에 소를 눌러 붙이고 반달 모양으로 빚는다. 여기에 녹말을 씌우고 끓는 물에 삶아 건진 뒤, 초간장이나 겨자즙과 함께 낸다.
전통음식연구가 이동순 씨가 《한겨레》에 기고한 바에 따르면 어만두는 예로부터 "술안주의 개념이었는데 요즘은 주요리로 먹는다. 식으면 생선살이 단단해지기 때문에 찌자마자 먹는 것이 가장 좋다"고 권하고 있다.

## 같이 보기
- 만두